# Гаухман-Свердлов, Марксэн Яковлевич
Марксэн Яковлевич Гаухман-Свердлов (1929—1997) — советский и российский архитектор, художник-постановщик

, актёр. Народный художник Российской Федерации (1994).

## Биография
Марксэн Яковлевич Гаухман-Свердлов родился 30 июня 1929 года в Ленинграде.
Окончил архитектурный факультет Ленинградского института живописи, скульптуры и архитектуры имени Репина (1954, мастерская Е. А. Левинсона). Работал архитектором в одной из мастерских проектного института «Ленпроект» (1954—1958).
С 1958 года — художник на киностудии «Ленфильм». В 1961 году впервые выступил в качестве художника-постановщика в короткометражном фильме режиссёров Михаила Шамковича и Аян Шахмалиевой «Мишель и Мишутка».
Наиболее известен по своим работам с режиссёрами Виталием Мельниковым («Начальник Чукотки»), Глебом Панфиловым («В огне брода нет», «Начало», «Прошу слова», «Тема», «Валентина») и Сергеем Соловьёвым («Чужая белая и рябой», «Асса», «Чёрная роза — эмблема печали, красная роза — эмблема любви», «Дом под звёздным небом»).
Работал на телевидении, художником-постановщиком телевизионных фильмов и приглашённым сценографом в ряде ленинградских театров. В 1992 году снялся в небольшой роли в приключенческой комедии режиссёра Владимира Бортко «Удачи вам, господа!».

## Награды и почётные звания
- 1989 — Заслуженный художник РСФСР
- 1989 — Премия «Ника» за лучшую работу художника в фильме «Асса»
- 1994 — Народный художник Российской Федерации

## Фильмография
- 1961 — Мишель и Мишутка
- 1962 — Черёмушки
- 1962 — 713-й просит посадку
- 1965 — Друзья и годы
- 1966 — Начальник Чукотки
- 1967 — В огне брода нет
- 1968 — Живой труп
- 1969 — Мальчишки (новелла «Новенький»)
- 1970 — Начало
- 1972 — Принц и нищий
- 1972 — Моя жизнь
- 1973 — Подзорная труба
- 1973 — Капитан
- 1974 — Странные взрослые
- 1975 — Прошу слова
- 1976 — Первый рейс
- 1976 — Житейское дело (новелла «У тебя есть я»)
- 1977 — Нос
- 1978 — Дети как дети
- 1979 — Тема
- 1981 — Тайна синих гор
- 1981 — Несравненный Наконечников
- 1981 — Куда исчез Фоменко?
- 1981 — Валентина
- 1983 — Эхо дальнего взрыва
- 1985 — Эй, на линкоре! (в составе киноальманаха «Мостик»)
- 1985 — Грядущему веку
- 1986 — Чужая белая и рябой
- 1986 — Последняя дорога
- 1986 — Исключения без правил (новелла «Золотая пуговица»)
- 1987 — Асса
- 1989 — Чёрная роза — эмблема печали, красная роза — эмблема любви
- 1990 — Закат
- 1991 — Дом под звёздным небом
- 1992 — Удачи вам, господа!
- 1993 — Последние холода
- 1994 — Джонатан — друг медведей
- 1994 — Год собаки
- 1995 — Дни ненастья

## Выставки
- 2012 — Выставка работ М. Гаухмана-Свердлова «Прошу слова», открытый клуб, Москва